# ماگما (آریزونا)
ماگما (به انگلیسی: Magma) یک منطقهٔ مسکونی در ایالات متحده آمریکا است که در آریزونا واقع شده‌است. ماگما ۰ نفر جمعیت دارد و ۴۶۳ متر بالاتر از سطح دریا قرار دارد.